# Mihály Kubinszky

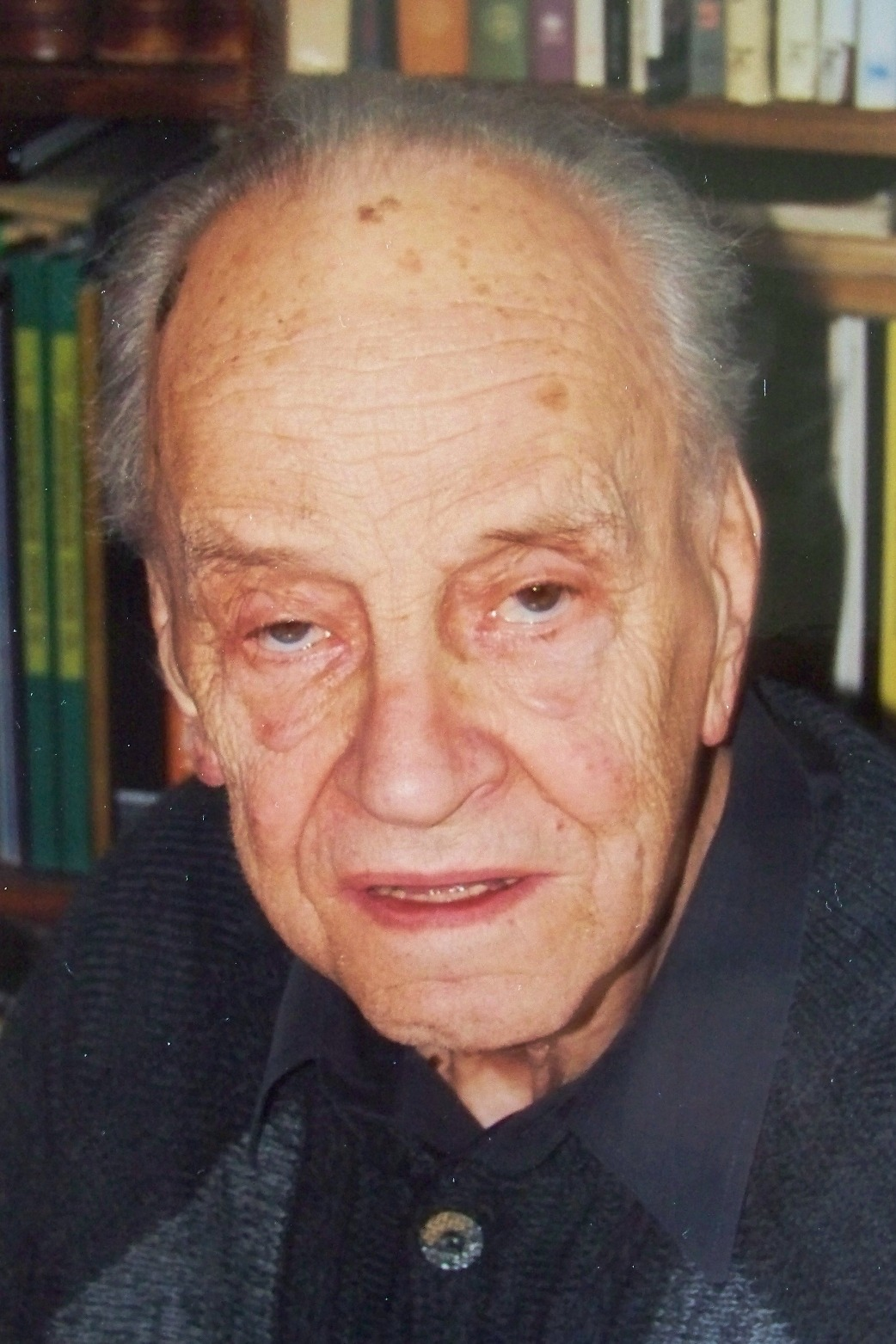
Mihály Kubinszky (2009)

Mihály Kubinszky (* 17. September 1927 in Sopron; † 17. Oktober 2016) war ein ungarischer Architekt, Universitätsprofessor der Universität Sopron, Eisenbahnfotograf und Autor internationaler Bücher.

## Leben
Mihály Kubinszky wurde als Sohn des Husaren-Offiziers Eugen Kubinszky (* 1901; † 1962) und Magdolna Östör (* 1903; † 1956) in Sopron geboren. Dort besuchte er nach der Elementarschule das Benediktiner-Gymnasium. Ab 1941 lebte die Familie in Budapest, wo er 1945 die Matura ablegte. Das Studium an der Polytechnischen Universität Budapest (1946–1950) beendete er mit dem Diplom und arbeitete anschließend bis 1957 im staatlichen Baugewerbe als Diplom-Architekt. Ab 1. Oktober 1957 war er Assistent am Lehrstuhl für Bauwesen an der Universität Sopron.
1960 und 1974 erwarb er das Doktorat (techn.) (zwei Stufen) an der Ungarischen Wissenschaftlichen Akademie im Themenbereich Architektur-Geschichte der neuesten Zeit (19. und 20. Jahrhundert) und Architektur-Theorie.
Ab 1960 war er Oberassistent, 1963 Dozent, 1975 wurde er Professor mit dem Lehrgebiet: Baukonstruktionslehre, Holzbau, Bauten der Holzindustrie, Möbelstilkunde. 1995 emeritierte er als Professor.
Ab 1960 war Kubinszky Mitglied der Kommission für Architektur-Geschichte an der Ungarischen Wissenschaftlichen Akademie, 1964–1996 war er ihr Sekretär, 1997–2000 ihr Vorsitzender.

### Bücher (in ungarischer Sprache)
- A vasutak építészete Európában; (Budapest, 1965).
  - Erschienen in abgeänderter Form als Bahnhöfe Europas; bei Franckh-Kosmos in Stuttgart, 1969.
- A régi magyar vasútállomás (Der alte ungarische Bahnhof), Budapest 1988.

### Architekturbiographien
über Adolf Loos, Bohuslav Fuchs, Györgyi Dénes, Lechner Ödön, Otto Wagner. Alle in Budapest, drei auch in deutscher Sprache, 1967–1988.
- Táj + Építészet (Landschaft + Architektur); Budapest 1994.
- Sopron építészete a 20. században (Architektur von Oedenburg im 20. Jahrhundert); Sopron, 2003.
- A régi soproni Lőver (Der alte Lőwer-Stadtteil von Oedenburg); Sopron, 2004.
- Az ión fejezet (Das ionische Kapitel – Selbstbiographie); Budapest, 2006.

### Zeitschriften
In Zeitschriften sind von Mihály Kubinszky rund 500 Veröffentlichungen erschienen. Darunter 1968–1980 Architekturkritik und darunter wiederum auch einige Veröffentlichungen in Fremdsprachen (deutsch, englisch, italienisch, französisch).
Zuletzt war er noch ständiger Mitarbeiter der Magyar Szemle (Ungarische Rundschau).

### Bücher (in deutscher Sprache)
- Bahnhöfe Europas: Ihre Geschichte, Kunst u. Technik. Für Eisenbahnfreunde, Architekten u. kulturgeschichtl. Interessierte / Mihály Kubinszky. [Linealzeichn.: György Somfalvi]; Franckh, Stuttgart 1969.
- Adolf Loos; Akadémiai Kiadó, Budapest 1970.
- Pier Luigi Nervi; Major, Máté; Akadémiai Kiadó, Budapest 1970.
- Ungarische Lokomotiven und Triebwagen; Birkhäuser, Basel, Stuttgart 1975, [1.–2. Tsd.].
- Dampf in der Puszta; Slezak, Wien 1978.
- Alte Bahnhöfe in Ungarn; Corvina, Budapest 1985. ISBN 963-13-2155-X
- Bohuslav Fuchs; Henschelverlag Kunst u. Gesellschaft, Berlin 1986.
- Bahnhöfe in Österreich: Architektur und Geschichte; Slezak, Wien 1986. ISBN 3-85416-077-1
- Otto Wagner; Akadémiai Kiadó, 1988.
- Architektur am Schienenstrang: Hallen, Schuppen, Stellwerke, Architekturgeschichte der Eisenbahn-Zweckbauten; Franckh-Kosmos, Stuttgart 1990. ISBN 3-440-06064-0
- Architektur an der Semmeringbahn: schöne Landschaft, schöne Bauten, schöne Lokomotiven; Slezak, Wien 1992. ISBN 978-3854161561
- K.u.k.-Eisenbahn-Bilderalbum: zur Erinnerung an die Eisenbahnen Österreichs und Ungarns zur Zeit ihrer Gemeinsamkeit in einem vergangenen bedeutenden europäischen Reich mit Alfred Horn und Hans Lehnhart.; Bohmann, Wien
  - Band 1: Die Eisenbahnen in der Österreich-ungarischen Monarchie (1992). ISBN 3-7002-0773-5
  - Band 2: Eisenbahnbilder erzählen Geschichte (1993). ISBN 3-7002-0833-2
  - Band 3: Elektrische Bahnen (1995). ISBN 3-7002-0907-X

## Auszeichnungen
- Alpár Ignác-emlékérem[5] (Gedenkmedaille für herausragende technische, wissenschaftliche und pädagogische Leistungen auf dem Gebiet des Bauwesens), 1966
- Ybl Miklós díj (Ybl-Architekturpreis) und Széchényi Ferenc-díj, 1992
- Medaille für den ungarischen Denkmalschutz, 1994
- Rados Jenő-Gedenkmedaille und József-Wälder-Preis, 1997
- Mikó Imre-díj[6] (Mikó Imre-Preis für Verkehrswesen der Ungarischen Akademie der Wissenschaften), 1998
- Csonka Pál Medaille[7] (für herausragende Tätigkeit auf dem Gebiet der Lehre und Forschung), 2001
- Ehrenbürger der Stadt Sopron[8], 2002
- Széchenyi-Preis[9], 2003